# براندان لان
براندان لان (19 نوفمبر 1990 في الولايات المتحدة - ) (بالإنجليزية: Brendan Lane)‏ هو لاعب كرة سلة أمريكي في مركز الوسط. لعب مع بروينز لجامعة كاليفورنيا ‏.

## وصلات خارجية
- براندان لان على موقع كرة السلة الأوروبية.كوم (الإنجليزية)
- براندان لان على موقع كلية كرة السلة في سبورتس رفرنس.كوم (الإنجليزية)
- براندان لان على موقع ريلجم (الإنجليزية)
- براندان لان على موقع بروبوليرز (الإنجليزية)